# Robin Clark (Chemiker)
Robin Jon Hawes Clark (* 16. Februar 1935 in Rangiora (Neuseeland); † 6. Dezember 2018 in London) war ein neuseeländisch-britischer Chemiker.
Clark besuchte das Marlborough College in Blenheim und das Christ’s College in Christchurch in Neuseeland und studierte an der University of Canterbury mit dem Master-Abschluss. Ab 1958 war er am University College London (UCL), an dem er 1961 bei Ronald Sydney Nyholm und Jack Lewis promoviert wurde mit einer Dissertation über Titan-Komplexe. 1969 erhielt er einen D.Sc. der Universität London. Er blieb am UCL zunächst als Assistant Lecturer und später als Professor. 1989 wurde er Sir William Ramsay Professor. 1988/89 war er Dekan für Naturwissenschaften und von 1989 bis 1999 Leiter der Abteilung Chemie. 2009 ging er in den Ruhestand.
Anfangs befasste er sich mit Komplexchemie (Komplexe mit Übergangsmetallen und speziell Titan und Vanadium mit hohen Koordinationszahlen und Komplexe mit gemischten Valenzen). Ab den 1990er Jahren entwickelte er die Raman-Spektroskopie als Werkzeug, um anhand der Pigmentanalyse Kunstfälschungen zu identifizieren, ohne direkt Eingriffe am Gemälde vorzunehmen. In diesem Zusammenhang publizierte Clark auch grundlegende Arbeiten zur Pigmentanalyse mittels Raman-Spektroskopie.
1990 wurde er Fellow der Royal Society, deren Bakerian Lecture er 2008 hielt. 2004 wurde er Companion des New Zealand Order of Merit. Er war Fellow der Royal Society of Chemistry (1969) und der Royal Society of Arts. 2009 erhielt er den Sir George Stokes Award der Royal Society of Chemistry für seine Arbeit über Pigmentanalyse. 2001 wurde er Ehrendoktor der University of Canterbury. 1990 wurde er Mitglied der Academia Europaea.